# 墨瑞鱈
墨瑞鱈（學名：Maccullochella peelii，英語：Murray cod、cod、greenfish或者goodoo）中國大陸譯作澳洲龍紋斑，蟲紋麥鱈鱸、蟲紋鱈鱸、蟲紋石斑魚，台灣譯作墨瑞河真鱸、河鱈、東洋鱈、淡水鱸魚，是真鱸科下麥鱈鱸屬的一種肉食性淡水魚。儘管在當地方言中稱為“鱈”（cod），但是這種魚其實與北半球海洋的鱈屬（Gadus）魚類毫無關係。 墨瑞鱈發現於澳大利亞墨累-達令流域，無論從經濟還是生態學角度上講，它都是澳大利亞最重要的有脊椎野生動物之一。墨瑞鱈是澳大利亞淡水魚中最大的，也是世界上最大的淡水魚之一。
墨瑞鱈的學名曾有一段時間被改為M. peelii peelii，以與墨累河鱈區別，當時墨累河鱈被認為是墨瑞鱈的亞種。2010年，墨累河鱈成為完全的種，得到種名M. mariensis，於是墨瑞鱈的種名改回M. peelii。
雖然原本墨瑞鱈棲息於幾乎自整個墨累-達令流域，但是自澳大利亞英國殖民時期以來，墨瑞鱈的數量因過度捕撈和環境破壞而急劇減少，現在已成為瀕危物種。
墨瑞鱈是一種肉食性魚類，靠捕捉其他魚類為食。在春季產卵後，親魚會盡職盡責地保護卵。在澳大利亞水族館，墨瑞鱈是一種很常見也很受歡迎的魚。

## 描述

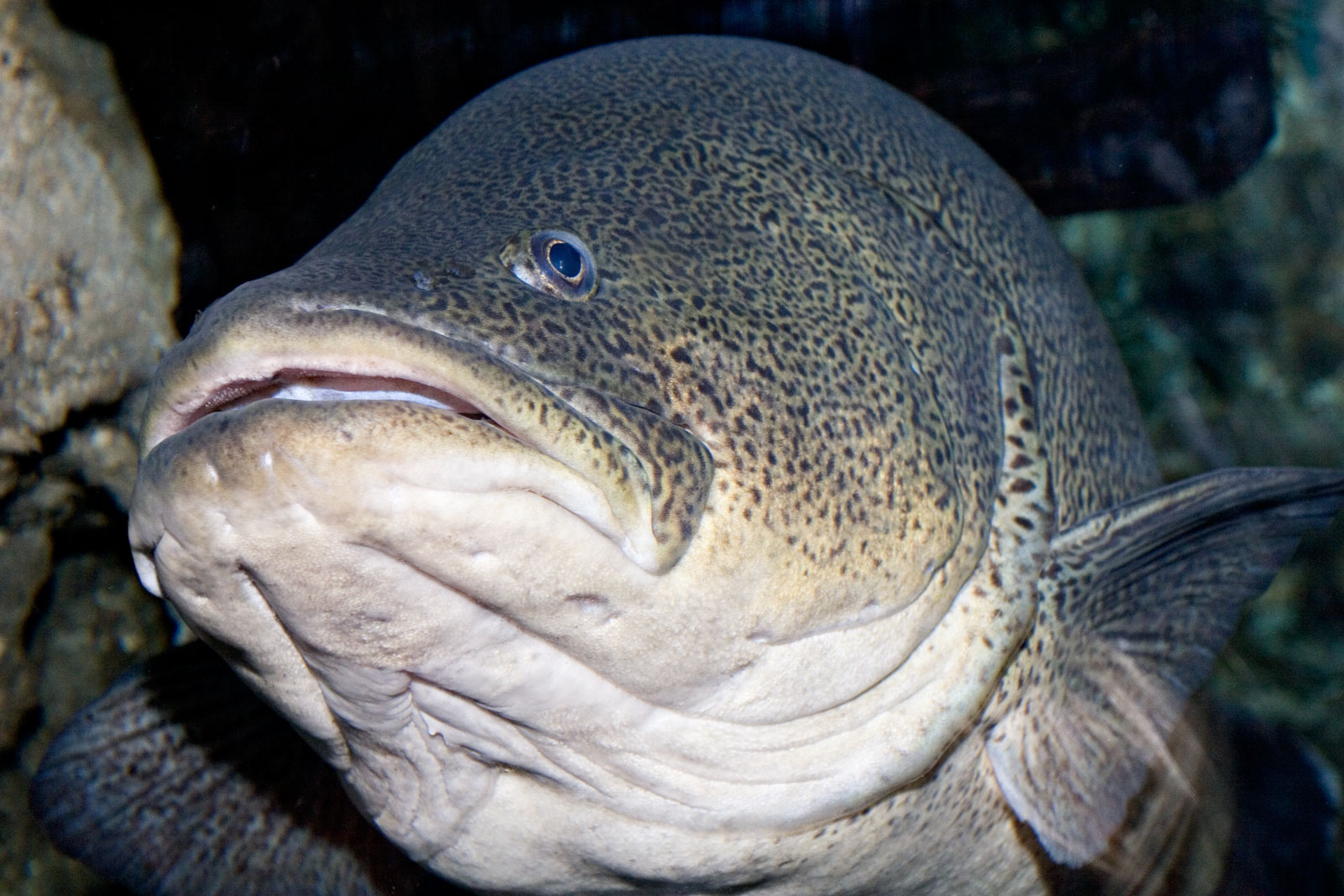
墨瑞鱈的頭部

墨瑞鱈和石斑魚很像，身體肥厚、狹長，頭部寬闊、略有凹陷，巨大的口中有細碎的針狀牙齒。上下顎基本等長，有時下顎稍稍突出。
墨瑞鱈的背鰭前端呈鋸齒狀，後部為圓形且更高。臀鰭和尾鰭都是大的圓形鰭，顏色灰黑有白邊。胸鰭顏色和身體兩側的顏色相同，腹鰭不甚靈活，白色，有兩條拖曳的白色細絲。
墨瑞鱈的腹部是白色或奶白色，而背部和身側則從黃綠色到綠色不等，有大片黑灰色斑點。其顏色的具體深淺取決於水的透明度，生活在清澈水域的小型至中型墨瑞鱈色彩特別明晰，大型個體則呈現出灰綠色的外觀。

### 大小
墨瑞鱈是一種大型魚，成年個體可達到80—100（31—39英寸）。最長可達1.8（5.9英尺），重達113（249英磅）。不過現在大型個體在野外已經很少見到了。

## 分類學
1800年代和1900年代早期，漁夫、河邊居民和魚類學家一般將兩種相似的魚分為墨瑞鱈和鱒鱈。但是在分類學上二者之間的界限卻混淆不清，當時只有墨瑞鱈被正式認可，學名為Maccullochella macquariensis，來自于一位姓McCulloch的澳大利亞早期魚類研究者和發現其第一個正模標本的麥覺理河。。直到1970年代，基因學證據顯示這兩種魚是完全不同的物種，而且最初所謂“墨瑞鱈”的標本其實是鱒鱈的。於是根據生物分類法，M. macquariensis被改作鱒鱈的學名，而賦予墨瑞鱈新學名M. peelii，代表其新正模標本發現的皮爾河。
爲了與墨累河鱈相區別，墨瑞鱈的學名曾有一段時間被改為M. peelii peelii，當時墨累河鱈被認為是墨瑞鱈的亞種。2010年，墨累河鱈成為完全的種，得到種名M. mariensis，於是墨瑞鱈的種名改回M. peelii。

## 分佈
墨瑞鱈的俗名來自於澳大利亞墨累-達令盆地的墨累河，這篇流域灌溉著澳洲大陸約14%的土地。墨瑞鱈的自然棲息地幾乎全位於該盆地內，特別是低地、盆地南部700（2,297英尺）以下的高低和北部1,000（3,300英尺）以下的高地。

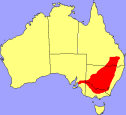
墨瑞鱈的分佈

實際上，在墨累-達令流域內，從淺灘、激流到池塘、小溪，幾乎都適合墨瑞鱈生存。

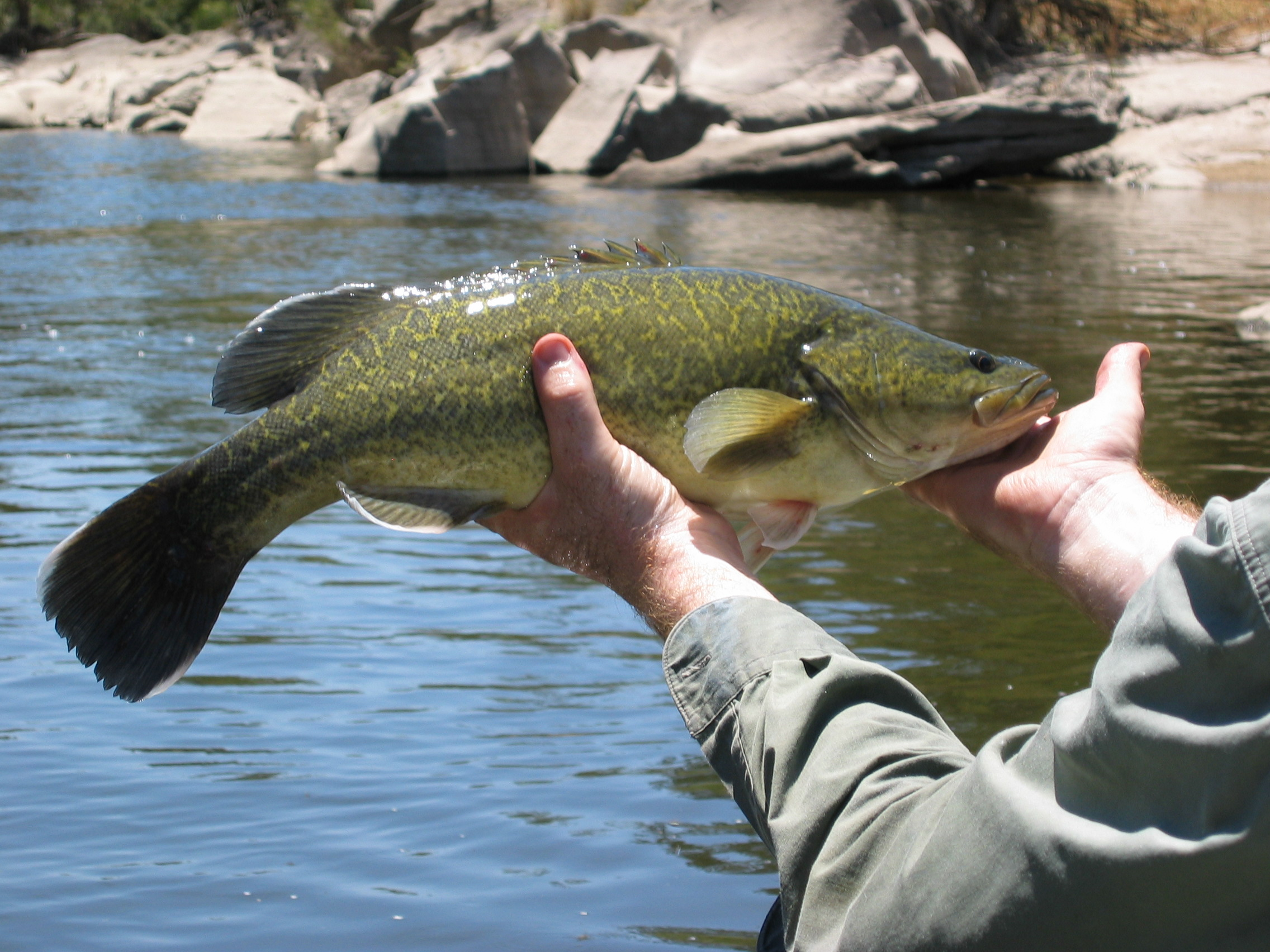
高地河流中的一條小墨瑞鱈

然而墨瑞鱈已經開始逐漸從高地地區消失了，盆地南部尤甚。主要原因是過度捕撈、採礦業的發展、水壩和魚梁的建造，後者阻斷了墨瑞鱈的遷徙路線。盆地內發達的畜牧業經常使用砷基浴羊藥劑，也對河流產生了污染。新引進的鱒魚等外來物種也開始和墨瑞鱈進行競爭。

## 壽命
墨瑞鱈是澳大利亞最長壽的淡水魚之一。長壽是澳大利亞魚類爲了因對多變的氣候而發展出的生存策略之一，這樣可以保證成年個體可以多次產卵，得到更多的後代。壽命最長的墨瑞鱈活了48年，有些證據顯示甚至有活到70歲以至更久的墨瑞鱈。

## 食譜
墨瑞鱈是墨累-達令流域中的頂級掠食者，其食譜包括幾乎所有比它小的生物，包括鯉、河鱸、岩鱸、北澳海鰶、澳洲鰻鯰和甲殼亞門的一些生物。有時也會捕食鴨、鸕鶿、陸龜、鼠、蛇和青蛙。

## 繁殖
在出生後4至6年間，墨瑞鱈達到性成熟。大約70%的墨瑞鱈成年時體長可以長到50（20英寸）。一些地區的野生墨瑞鱈則會長到60（24英寸）。
15—35（33—77英磅）的大型雌性墨瑞鱈是最佳繁殖對象，大型的個體可以產出擁有更大卵黃囊的幼魚，它們擁有相對更好的基因，在選擇產卵、孵化點時也更加謹慎。這些因素可以提高幼魚的成活率。
剛剛達到性成熟的雌性墨瑞鱈產卵量不會超過10,000枚，而超大型個體則可能產出80,000–90,000枚卵，有記錄表明，曾有一隻33（73英磅）的墨瑞鱈產下了超過110,000卵。不過相對於其他同等大小的魚類，墨瑞鱈的產卵量並不算多。
墨瑞鱈的繁殖季節在春季，升高的水溫和變長的光週期是日子來臨的信號。最初，魚類學家認為20至21攝氏度的水溫和春汛是必要條件，春汛為幼魚帶來了豐富的、可供食用的浮游生物和無脊椎動物。但是最近的研究顯示墨瑞鱈每年無論是否有春汛，都會產卵，並且水溫也在15攝氏度之下。墨瑞鱈的幼魚可以在許多條件下生存，在一些沒有春汛的河流中，也有許多成功活下來的幼魚。
如果條件允許，墨瑞鱈會溯游向上前去產卵，有時距離跨度達120（75英里）。在求偶時，墨瑞鱈會將預定的產卵點清理乾淨，通常產卵點選在堅硬物體如原木或岩石的表面，有時也會選擇水深2—3（6.6—9.8英尺）的 粘土河床。在雄性將卵受精之後，雌性就會離開產卵點，雄性則繼續守衛尚未孵化的魚卵，一般持續6至10天，並在卵孵化后繼續守衛一個星期。最後，幼魚會在夜晚離開巢穴，分散到河流之中，在這期內，它們會吸收掉剩餘的卵黃囊，并開始捕食浮游生物和小型無脊椎動物。

## 保護情況

### 捕撈
最為遭到大量捕撈之前，墨瑞鱈曾是墨累-達令流域最常見的物種之一，1800年代和1900年代早期的過度捕撈導致其數量急劇下降。19世紀的最後兩個十年間，僅維多利亞州伊丘卡一地，就有40至150噸墨瑞鱈被捕捉。1883年，僅新南威爾士州墨阿馬一地，就向墨爾本提供了147噸墨瑞鱈。1929年南澳大利亞州一家報紙報導：
在29年間，墨爾本人吃掉了26,214,502 磅墨瑞鱈。市場監管人（Mr G. B. Minns）在他的一份清單中列出了這些數字，並指出墨瑞鱈供應量正在減少。在最高峰1918年，有2,229,024磅魚進入市場，但是1921年數量開始下降，當年只有1,101,520磅進入墨爾本市場，而去年僅有551,040磅 
現在各州政府漁業部門已經開始支持墨瑞鱈保育工作。

### 人工建築的阻隔
水壩、魚梁等人工建築阻礙了成年墨瑞鱈溯游而上前往繁殖地點。另外，有研究表明50%的墨瑞鱈幼苗在通過魚梁時會被殺死。

### 棲息地破壞
數量眾多的水下沉積物，在過去的150年間被不斷移除。這一行為極大地改變了墨瑞鱈生活的生態環境，對墨瑞鱈來說這是重要的棲息地和產卵場所。這些地方有豐富的生物聚落，為水下生物提供著必要的養分。
植被清理和畜群的踐踏，也是其棲息地破壞的元兇。

### 外來物種
從其他地區引進的鯉魚、鱒魚等物種成爲了墨瑞鱈的競爭對手，鯉魚統治了整個墨累-達令流域低地，不只是墨瑞鱈，很多當地物種的生存環境都遭到嚴重破壞。
外來的水生生物也帶了異國的細菌，墨瑞鱈因為無法抵擋這些病菌的侵襲而死去。

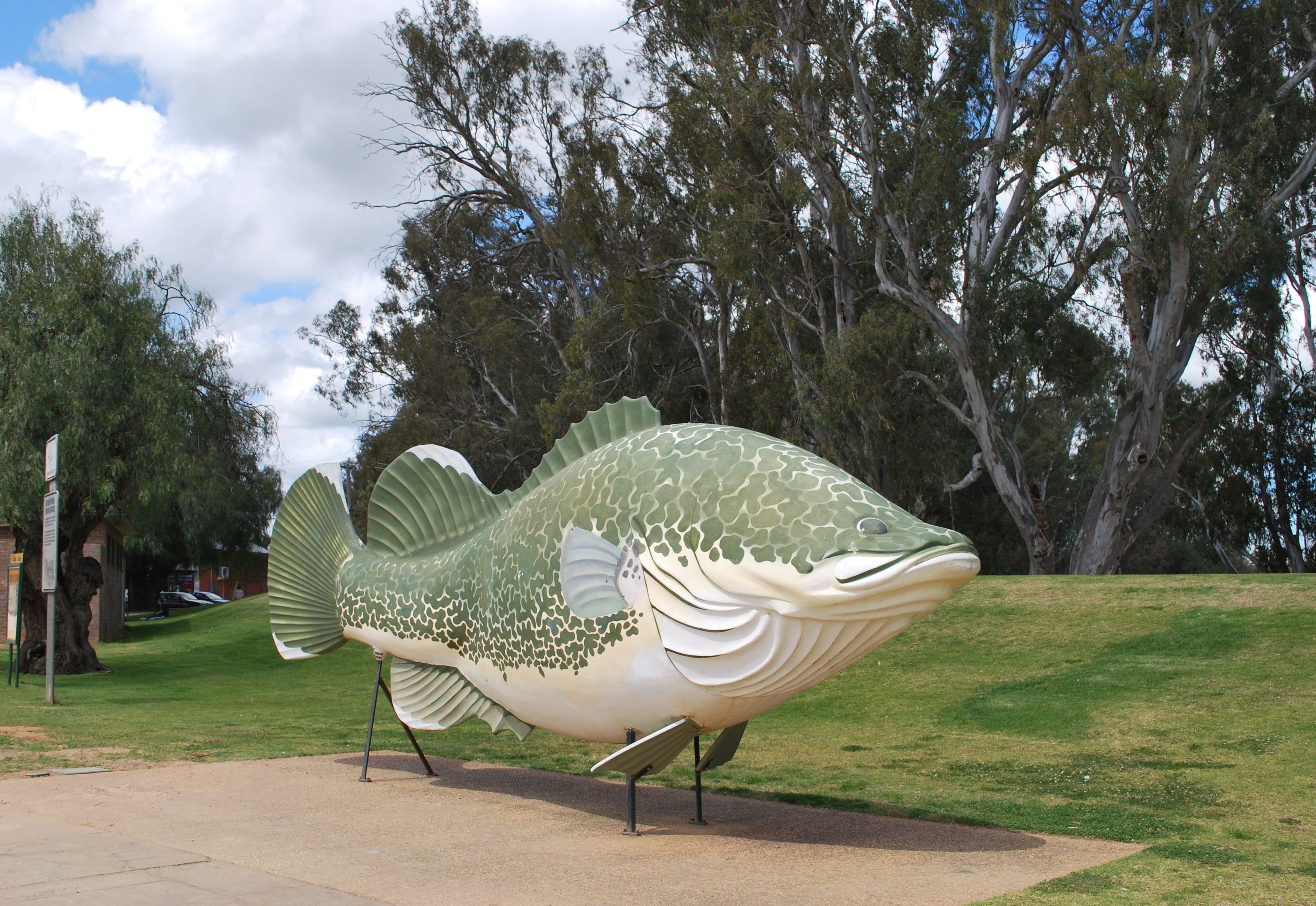
新南威爾士州塔克姆沃爾的墨瑞鱈雕塑

## 與人類的關係

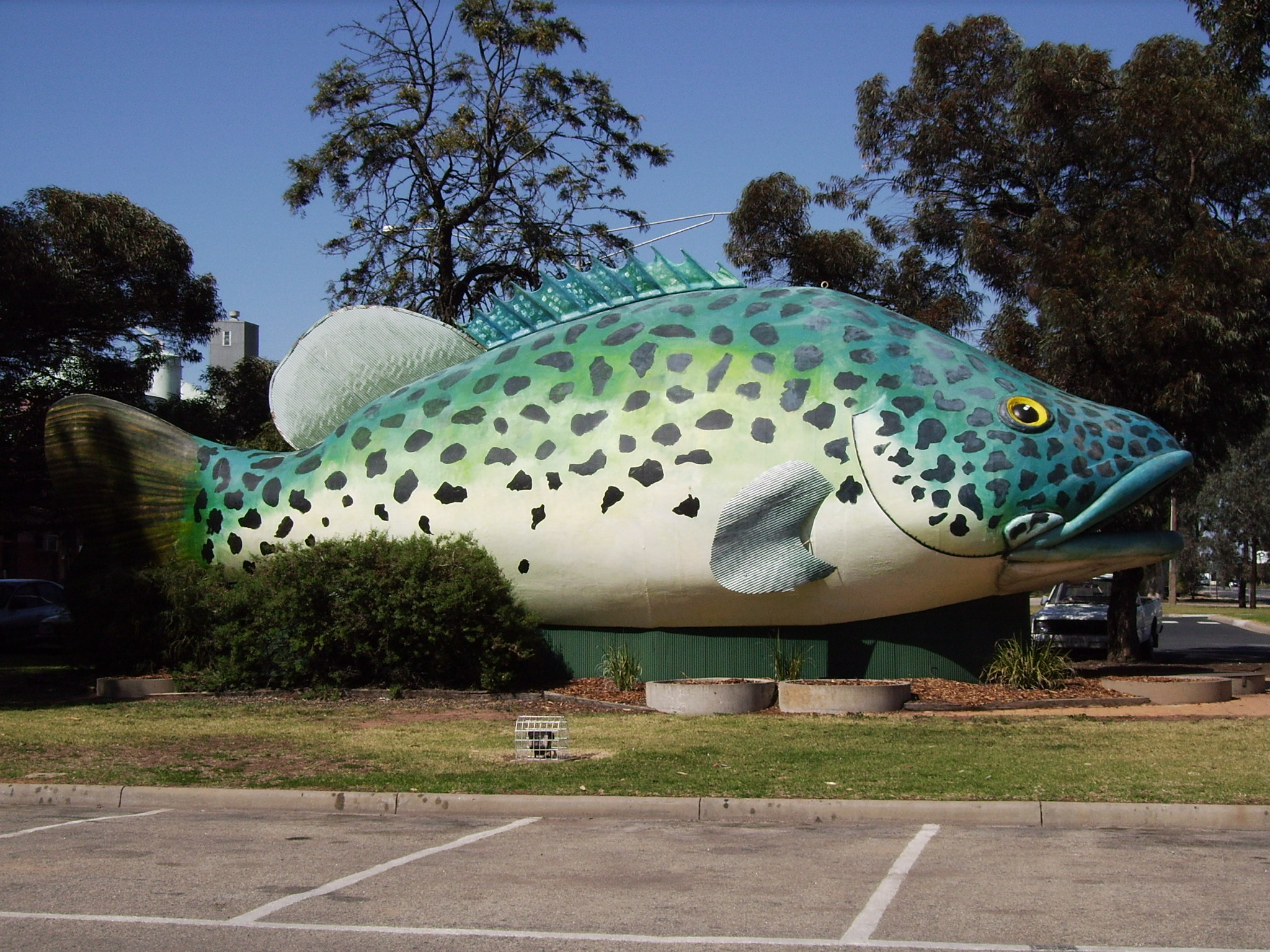
維多利亞州天鵝山的墨瑞鱈雕塑

在許多澳大利亞原住民神話中，墨瑞鱈都扮演著重要的角色。在墨累河邊生活的一些部落把墨瑞鱈當作圖騰一般的存在。有些神話中說墨累河的形成和一條從獵人手中逃脫的巨大墨瑞鱈有關，墨累河本來只是條小溪，因為逃竄的墨瑞鱈不斷撲騰而擴大。最終在墨累河的源頭這條墨瑞鱈被逮住殺死，切成片扔回了河裡，而這些碎片則變成了河中的其他的魚。

## 人工養殖引進台灣

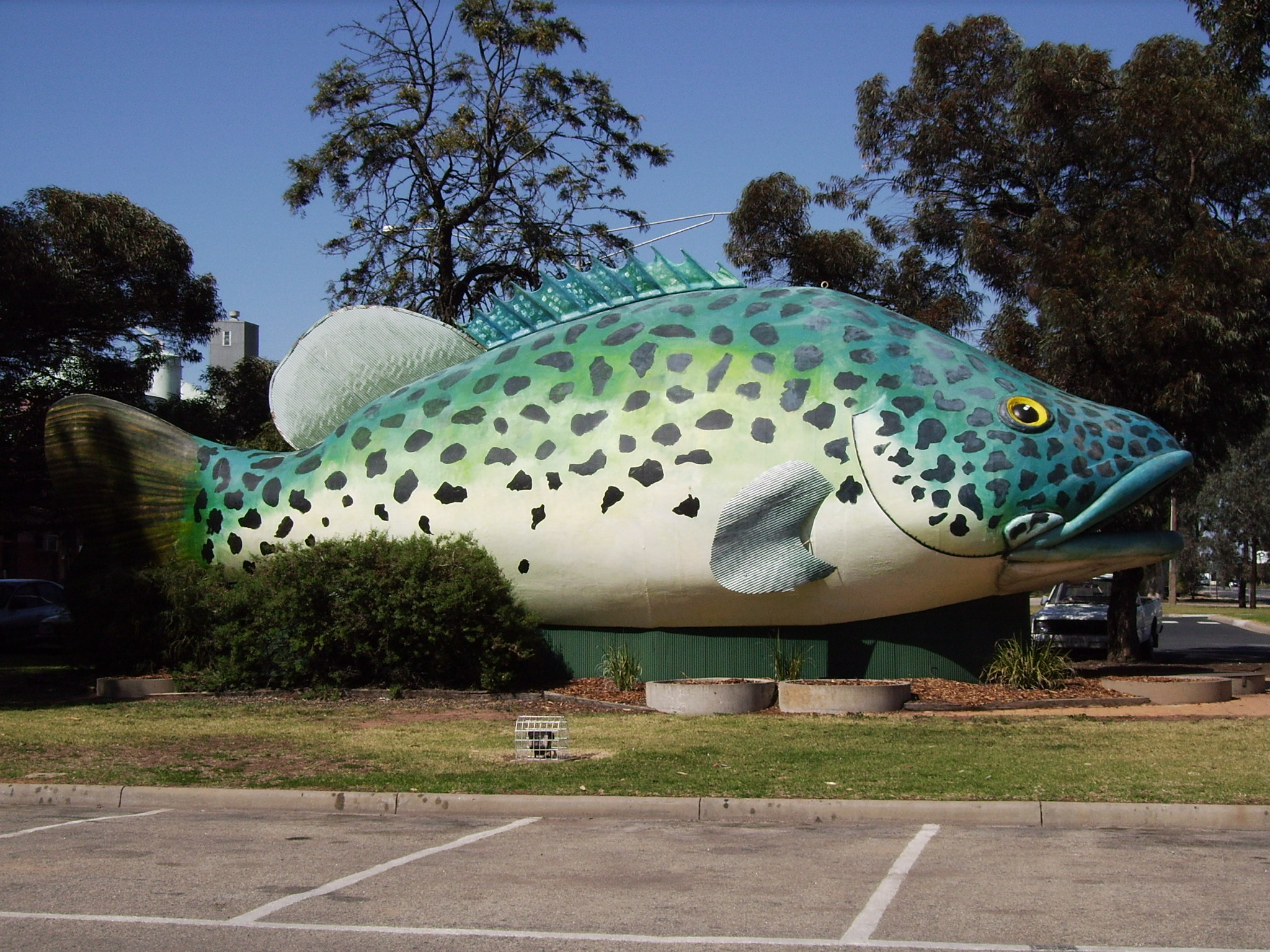
維多利亞州天鵝山的墨瑞鱈雕塑

## 外部連結
- 維基物種上的相關：墨瑞鱈
- （英文）澳大利亞野生魚類-墨瑞鱈